# Шелберн (графство, Нова Шотландія)
 Шелберн  (англ. Shelburne County) — графство у провінції Нової Шотландії, Канада. Графство, властиво, має функцію переписного округу Нової Шотландії і не має адміністративних функцій у провінції; ці функції, окрім міст і резервацій, виконують два округи Баррінгтон і Шелберн.

## Географія
Графство розташоване у найпівденнішій частині півострова Нова Шотландія і омивається водами Атлантичного океану. Графство межує лише з графствами Ярмут (на північному заході) і Квінс (на північному сході). По території графства проходить автодорога провінційного значення гайвей 103, а також ряд доріг, керованих графством, основними з яких є магістраль 3 і колектори 203, 309 і 330.

## Історія
Графство Шелберн було утворено в 1784 році. Графство, як і поселення лоялістів, яке стало його адміністративним центром, були названі губернатором Паррі на честь прем'єр-міністра Великої Британії в 1782–1783 роки графа Шелберна. У 1784 році була уточнена і точно позначений кордон з графством Куінс, офіційно встановлена 16 грудня 1785.
У 1836 році від Шелберн відокремилося графство Ярмут, а в 1837 році були позначені точні межі поділу. У 1854 році графство було поділено на два округи: Шелберн і Баррінгтон.

## Населення
Для потреб статистичної служби Канади графство розділене на два округи і три міста.
| Назва         | Оригінальна назва | Статус   | Площа    | Населення |
| ------------- | ----------------- | -------- | -------- | --------- |
| Баррінгтон    | Barrington        | Округ    | 631,94   | 7 331     |
| Шелберн       | Shelburne         | Округ    | 1 818,49 | 4 828     |
| Кларкс-Гарбор | Clark’s Harbour   | Містечко | 2,90     | 860       |
| Локпорт       | Lockeport         | Містечко | 2,32     | 646       |
| Шелберн       | Shelburne         | Містечко | 9,00     | 1 879     |